# Скворцов, Александр Геннадьевич
Алекса́ндр Генна́дьевич Скворцо́в (род. 30 октября 1974, Вторые Ялдры, Чувашская АССР) — российский легкоатлет, специалист по бегу на средние дистанции. Выступал на профессиональном уровне в конце 1990-х — середине 2000-х годов, чемпион России в беге на 1500 метров, победитель и призёр первенств всероссийского значения. Представлял Чувашию и Свердловскую область. Мастер спорта России.

## Биография
Александр Скворцов родился 30 октября 1974 года в деревне Вторые Ялдры Шумерлинского района Чувашской АССР.
Занимался лёгкой атлетикой в Детско-юношеской спортивной школе в Шумерле и в Школе высшего спортивного мастерства имени А. В. Игнатьева в Чебоксарах. Окончил факультет физической культуры Чувашского государственного педагогического университета имени И. Я. Яковлева (2003).
Неоднократно выигрывал первенства Чувашии в беге на средние дистанции, выполнил норматив мастера спорта России.
Первого серьёзного успеха на всероссийском уровне добился в сезоне 1998 года, когда на чемпионате России в Москве с результатом 1.47,52 выиграл бронзовую медаль в зачёте бега на 800 метров.
В 1999 году на зимнем чемпионате России в Москве стал бронзовым призёром в беге на 1500 метров, показав результат 3.48,16.
На чемпионате России 2000 года в Туле с результатом 3.41,59 превзошёл всех соперников в дисциплине 1500 метров и завоевал золотую награду.
В 2001 году на зимнем чемпионате России в Москве взял бронзу на дистанции 1500 метров, показав время 3.48,64.
Завершил спортивную карьеру по окончании сезона 2009 года.
Жена Сильвия Скворцова (Шемеева) — известная бегунья на длинные дистанции, чемпионка России по полумарафону.